# Пегматит
Пегмати́т, пегмати́ты (от др.-греч. πῆγμα, род. падеж πῆγματος «сплочение», «крепкая связь») — интрузивные магматические горные породы с характерной гиганто- или крупнозернистой структурой (размер зёрен более 1 см), обогащённые редкими минералами.
Преимущественно жильные породы, жилы пегматитов достигают 3-5 километров в длину и могут иметь мощность в несколько сотен метров. Образуются на завершающей стадии магматической кристаллизации интрузивов или в их верхних частях.
Наиболее распространёнными являются пегматиты кислых интрузий (гранитные пегматиты), однако известны пегматиты и других типов магматических пород: дунит-пегматиты, габбро-пегматиты, пироксенит-пегматиты, горнблендит-пегматиты, сиенит-пегматиты, миаскит-пегматиты. Негранитные пегматиты имеют только внутриинтрузивное залегание. Иногда встречаются пегматиты и в контактово метаморфизованных породах.

## История
В 1801 году термин «пегматит» ввёл французский минералог Рене Аюи для обозначения графического пегматита — «письменный гранит» или «еврейский камень». Он характеризуется прочной пегматитовой структурой — тесным закономерным срастанием кварца с полевым шпатом.

## Строение и свойства
Традиционно в минералогии выделяется два понятия о «пегматитах» и, как следствие, — два значения этого термина, путать которые недопустимо. Первый из них, классический термин, который определяет пегматит в качестве геологического тела магматического происхождения. Пегматиты как геологические тела формируются в виде асимметрических жил или неправильной формы залежей, временами — штоков, отличающей особенностью которых является необычайная крупнозернистость минеральных агрегатов. Толщина жилообразных тел нередко может достигать нескольких метров, при том они, как правило, простираются на десятки, изредка — даже сотни метров. Чаще всего пегматитовые тела располагаются внутри материнских изверженных пород, но иногда встречаются в форме жилообразных тел внутри пород, вмещающих данный интрузив.
Напротив того, чисто структурный минералогический термин «пегматит» обозначает собственно минерал, расплавную смесь кварца и полевого шпата, упорядоченно проросших друг в друга и, притом, в определённых количественных соотношениях. В узком смысле слова это и есть «письменный гранит» или «еврейский камень». В этой связи следует особо отметить, что образования подобного рода встречаются главным образом — в гранитных пегматитах.
Для пегматитов характерны крупные и гигантские размеры кристаллов слагающих минералов, которые размещены в них зонально. Также типично, что среди пегматитов часто встречаются объекты, в которых:
- локально резко доминируют минералы с легколетучими компонентами (H2O, CO2, F, Cl, B и другие);
- очень разнообразный минеральный состав, куда входят не только главные минералы, общие для пегматитов и материнских пород, но и минералы редких и рассеянных элементов: Li, Rb, Cs, Be, Nb, Ta, Zr, Hf, Th, U, Sc и другие.
- наличие большого количества минералов, образующихся в процессе метасоматического замещения и гидролиза полевых шпатов.

Концентрация легколетучих, редких и рассеянных элементов в пегматитах иногда в сотни и тысячи раз больше, чем в соответствующих материнских породах.

## Классификация
Группы пегматитов:
- Гранитные пегматиты — керамические и мусковитовые, редкометальные, кварцевые и др.
- Основные — и габбро-пегматиты.
- Щелочные — пегматиты щелочных гранитов (часто амазонитовые), при взаимодействии гранитного пегматитового расплава с основными вмещающими породами.
- Ультраосновные — нефелиновые сиениты, при взаимодействии гранитного пегматитового расплава с ультраосновными вмещающими породами.

### Гранитные пегматиты
- Кислотность — SiO2 > 75 %.

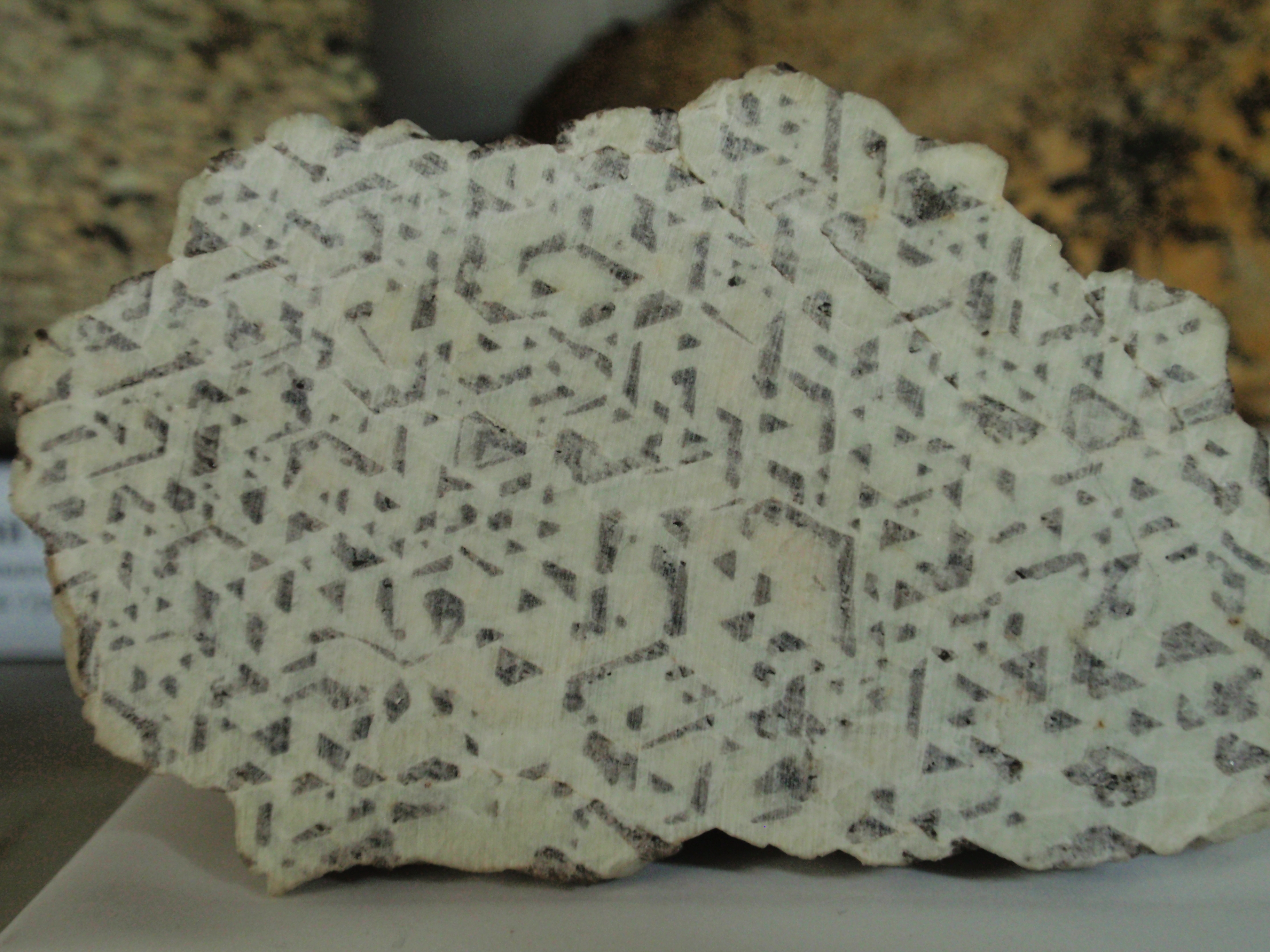
Разновидность пегматита
(еврейский камень)

- Цвет — розовый, красноватый, светло-серый, желтоватый и др.
- Структура — полнокристаллическая, гигантозернистая. В пегматитах часто развиваются своеобразные структуры закономерного прорастания полевого шпата правильно ориентированными зёрнами кварца — пегматитовая (графическая) структура.
- Текстура — эвтектоидная.
- Удельный вес — 2,5—2,7.
- Отдельность — пластовая.

Минералогический состав

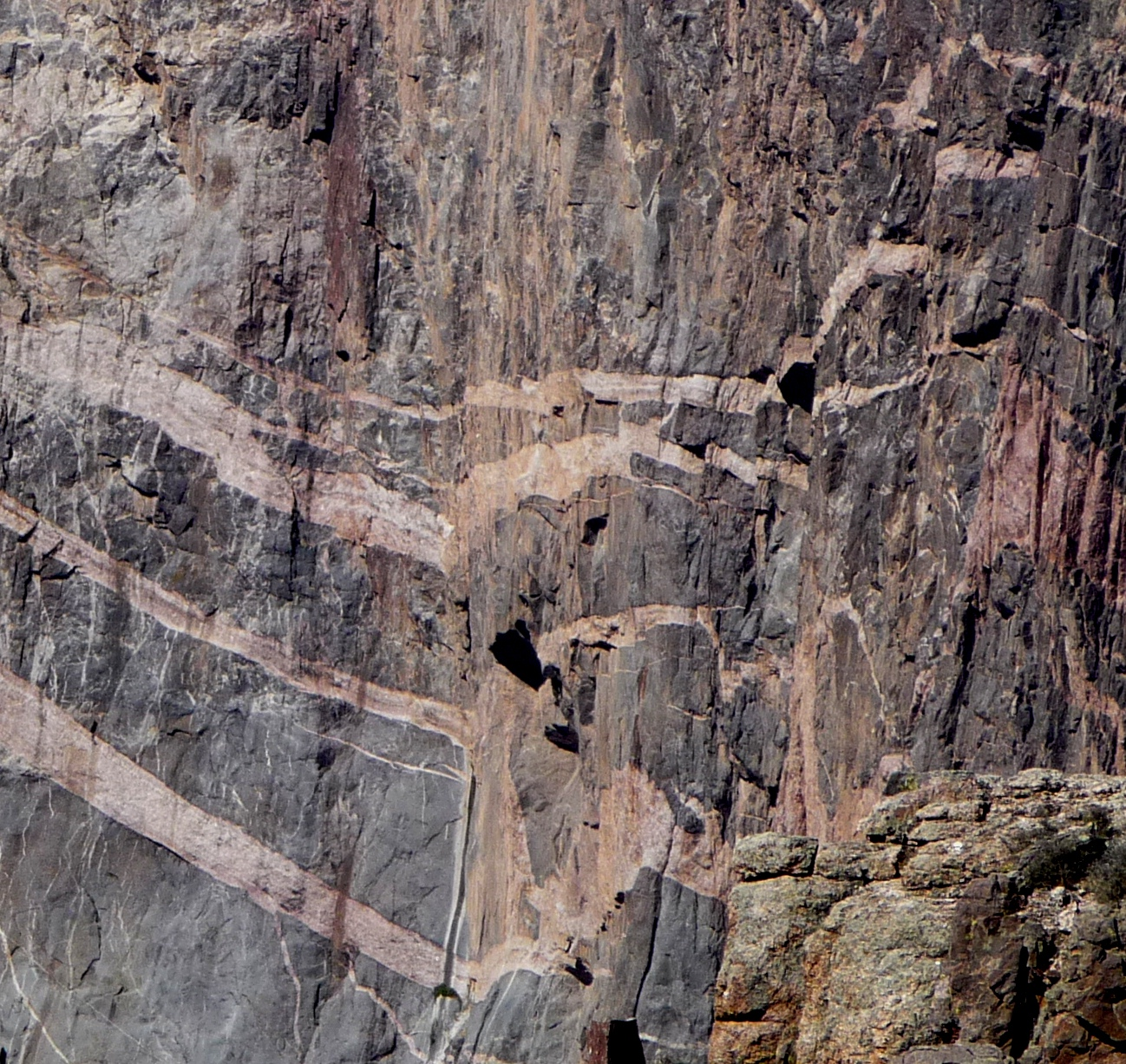
Пегматитовый массив в Чёрном каньоне (Колорадо)

- Полевые шпаты, чаще всего калиевые
- Кварц
- Слюды, в том числе литиевые

Возможно присутствие:
- Амблигонит
- Берилл
- Бавенит
- Касситерит
- Петалит
- Поллуцит
- Сподумен
- Танталониобаты (широкий спектр, но чаще всего — танталит, колумбит, микролит)
- Турмалин
- Эвкриптит

В дополнение к главнейшим породообразующим минералам (полевые шпаты, кварц, слюды) нередко в гранитных пегматитах находятся фтор- и борсодержащие соединения (топаз, турмалин), минералы бериллия (берилл), лития (литиевые слюды), иногда редких земель (ниобия, тантала, олова, вольфрама и других). Во многих пегматитовых телах до сих пор можно наблюдать ясно выраженное зональное строение и довольно чёткое распределение минералов по группам, обусловленное постепенным (зональным) процессом остывания магмы. К примеру, в пегматитах Мурзинского района (Урал) внешние зоны контакта жилы с вмещающими их гранитами сложены из светлой тонкозернистой породы (аплита). Затем, ближе к центральной части жилы они постепенно сменяются полосами «письменного гранита». А дальше, сдвигаясь к срединной части, следуют зоны всё более крупнокристаллических масс полевого шпата и кварца.
Формы залегания
Жилы, штоки, шлиры, тела сложной формы. Размеры пегматитовых жил сильно варьируют и могут достигать нескольких километров в длину при мощности до нескольких десятков метров.
Образование
Гранитные пегматиты связаны с гранитной магмой. Генезис: гипабиссальные, намного реже — мезоабиссальные, преимущественно жильные породы.

## Месторождения
Бразилия (Минас-Жерайс), Норвегия (Гитерё близ Арендаля, Крагерё в Телемарке), Швеция (Иттерби), Карелия (посёлок Хетоламбино, Лоухский район), Кольский полуостров, северо-восток Иркутской обл. (Мамско-Чуйский мусковитоносный район), Восточный Казахстан (посёлок Асу-Булак, месторождение Юбилейное), Ильменские горы и Вишнёвые горы (Южный Урал), Украина (с. Елисеевка, месторождение «Балка Большого Лагеря»).
Одна из самых декоративных разновидностей гранитного пегматита, так называемый письменный гранит (или еврейский камень) достаточно часто встречается в пегматитовых полях многих стран мира, в том числе и России. Есть он, в частности, в Иркутской области, на Урале и в Карелии.

## Практическое значение
- Собственно горная порода «пегматит» (письменный гранит) используется как недорогой поделочный камень.
- Пегматитовые жилы гранитного состава являются основным источником полевых шпатов, используемых в керамической и стекольной промышленности.
- Слюды и пьезокварц применяются в электротехнической промышленности.
- Важнейший источник редких металлов: Li, Ta, Be, Cs, Rb, в меньшей степени — Sn, Nb.
- Ряд минералов образуют в пегматитах и их экзоконтактах скопления с ювелирным качеством сырья: сподумен (кунцит), берилл (много разновидностей, включая изумруд), хризоберилл (александрит), топаз, гранат и ряд других, которые используются как драгоценные камни.
- Еврейский камень (или письменный гранит), красив в полировках, полевой шпат и кварц в этой породе, прорастая друг в друга, образуют узор, очень напоминающий древнееврейские письмена или древнеассирийскую клинопись.